# Szentmártoni Bodó János
Szentmártoni Bodó János (1590–1595 között? – 1648. december 13.) költő, unitárius lelkész.

## Életpályája
Szentmártoni Bodó János életéről kevés adat maradt fenn. A fennmaradt adatok alapján Erdélyben, valamikor 1590–1595 körül születhetett. Pontos születési helye sem ismert, csak nevéből következtethetünk, hogy valamelyik Szentmárton nevű település, talán Dicsőszentmárton lehetett, mivel előbb itt volt iskolafőnök, majd Tordán lett lelkész. Tordáról Torockószentgyörgyre ment, ahol közel egy évtizedig hódolhatott irodalmi szenvedélyének. 
Kolozsváron, 1648. december 13-án, családi ügyeinek intézése közben érte a halál. Itt is nyugszik a Házsongárdi temetőben.
Műveinek számát figyelembe véve, a 17. század legnépszerűbb és legtermékenyebb költői között tartották számon. Oktató és tanító célzatú verseit az optimizmus hatotta át.

## Munkái
- Az Tékozló Fiúnak Históriai... (Kolozsvár, 1636)
- Az Sonak Ditsiretiröl Valo Magyar Rythmusok... Ez mellé adatott Az Áts mesterek ditsireti is (Lőcse, 1647)
- Historia. Az Maria Magdolnanak sok bűneiből való, jó remenseg alatt, kegyes megtereseröl. Ez után adattatott Az Vadaszasnak Eneke is (1683; újabb kiadásai: Kolozsvár, 1703; Lőcse, 1723; Pozsony, 1736; Vácz, 1793; hely n., 1810; Szarvas, 1855; Gyula 1858; Nagyvárad, 1861)
- Dialogismus a Kristus haláláról és feltámadásáról (Keresd, 1685)
- Az tisztes és nemes Kalmároknak Avagy Arus Embereknek illendö ditsireti (Lőcse, 1690)
- Nyul éneke, mellyben a maga nyomorúságát sirattya és ártatlanságát kinek-kinek eleibe adgya. Mellyhez adattatott a vadászásnak ditséretiről való ének is (1714, 1735 és 1762. Danielik, Magyar Írók II. 315. lap)